# Тухкальское
Тухкальское — пресноводное озеро на территории Кестеньгского сельского поселения Лоухского района Республики Карелии.

## Общие сведения
Площадь озера — 6 км², площадь водосборного бассейна — 108 км². Располагается на высоте 190,1 метров над уровнем моря.
Форма озера лопастная, продолговатая: оно почти на шесть километров вытянуто с северо-запада на юго-восток. Берега изрезанные, каменисто-песчаные, преимущественно возвышенные, местами заболоченные.
Из Тухкальского берёт начало река Корпийоки, впадающая в реку Пончу, которая, в свою очередь, впадает в Пяозеро.
С запада в Тухкальское впадает протока, вытекающая из Шайвозера. С юга и юго-запада — две протоки из озера Катошлампи, в которое, в свою очередь, втекают две протоки из озёр Макарелы и Логиярви.
В озере расположено не менее пяти безымянных островов различной площади.
На западном берегу водоёма располагается деревня Тухкала, куда подходит просёлочная дорога, ответвляющаяся от трассы 86К-127 («Р-21 „Кола“ — Пяозерский — граница с Финляндской Республикой»).
Код объекта в государственном водном реестре — 02020000411102000000445.